# Valerio Giuntoli

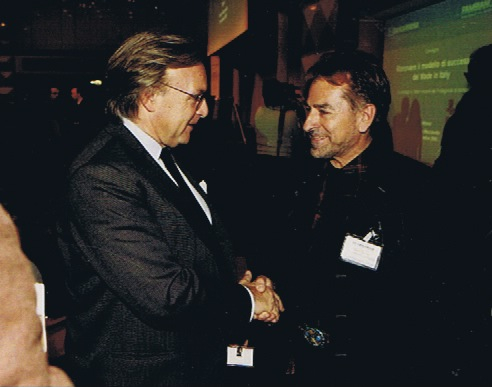
Valerio Giuntoli (a destra) e il CEO di Tod's Diego della Valle a Palazzo Mezzanotte a Milano

Valerio Giuntoli (Montecatini Terme, 5 agosto 1946) è uno stilista e designer italiano, creatore dello stivale indianino e fondatore del marchio El Vaquero.

## Biografia
Cresciuto nelle campagne di Massa e Cozzile, a 13 anni Valerio Giuntoli inizia a lavorare come apprendista calzolaio in varie fabbriche di Monsummano Terme, dove impara il processo tecnico della creazione delle calzature. A 18 anni si iscrive al corso Ars Sutoria di Milano. A 29 anni, dopo un’esperienza decennale come responsabile di produzione e design in vari calzaturifici, decide di mettersi in proprio. 
Nel 1975, grazie all’appoggio del socio Marco Cardelli, fonda il marchio El Vaquero a Montecatini Terme. 
Nel 1980 Giuntoli crea il primo prototipo dell’indianino, uno stivaletto ispirato al mocassino tipicamente indossato dai nativi Americani, che renderà celebre l'azienda.
Intorno alla metà degli anni ’80, esce su alcuni giornali statunitensi l’annuncio del suicidio di Giuntoli, notizia prontamente smentita dallo stesso.

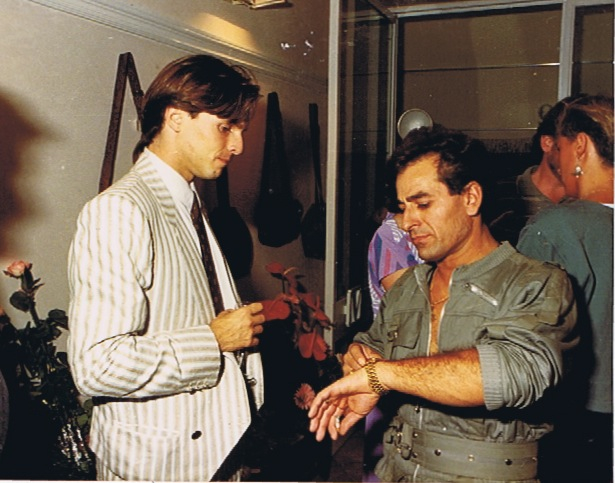
Valerio Giuntoli (a destra) e Miguel Bosè all'inaugurazione del negozio El Vaquero a Vicenza

Dopo la separazione dei due soci fondatori del marchio, nel 1991 Giuntoli dà vita all’altra attività di famiglia, l’agriturismo Amici del Colle, situato sulle colline di Montecatini Terme, insieme alla moglie e ai due figli adolescenti. 
Nel frattempo, grazie alla pluriennale esperienza nel campo della moda, si afferma come consulente design di concerie e marchi importanti.
Nel 1992 decide di rilevare il marchio El Vaquero e tornare a lavorare nell'azienda da lui fondata, attività che svolge ancora oggi.

### Vita privata
Dall'unione con Fiammetta Bellandi, nasce nel 1976 il primogenito Thomas, chef e titolare dell'Agriturismo Amici del Colle, e successivamente Nicholas, attuale dirigente del brand El Vaquero.

## Stile
La più grande fonte di ispirazione del designer toscano sono stati gli innumerevoli viaggi all’estero proprio nel periodo in cui la moda è completamente proiettata al futuro, ovvero gli anni ottanta; i numerosi modelli ideati da Giuntoli sono infatti famosi per lo stile innovativo e controtendenza.